# Aeroportul New Paros
Aeroportul New Paros (IATA: PAS, ICAO: LGPA) este un aeroport din Dimos Parou⁠(d), Perifereiaki Enόtita Parou⁠(d), Egeea de Sud, Administrația descentralizată a Mării Egee⁠⁠(d), Grecia ce deservește zona Dimos Parou⁠(d). Aeroportul a fost tranzitat în 2022 de 295.088 de pasageri. A fost numit după Paros.
Situat la o altitudine de 38 m, aeroportul dispune de 1 pistă. Este operat de Ypiresia Politikis Aeroporias⁠(d).

## Infrastructură

### Piste
Aeroportul dispune de o singură pistă. Pista are orientarea 17/35. 